# علامة معتمدة

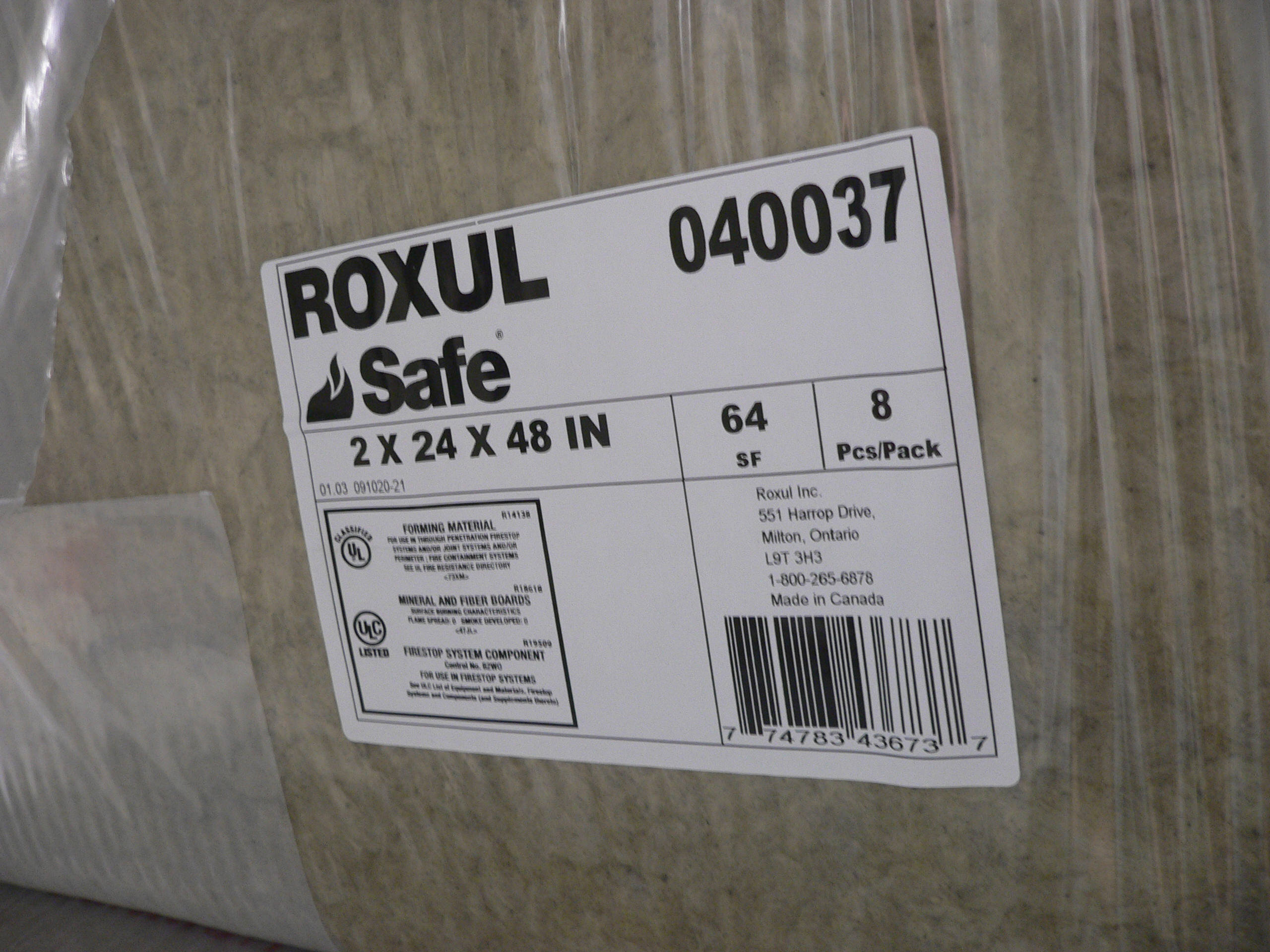
شهادة كندية ملصقة على أحد الحقائب

العَلامة المُعتمدة (أوالعَلامة المُطابِقة) على السِلعِ التُجارية والتي تَدل على تَوافر المَعايير أو القَوانين المَقبُولة لهذا المُنتج ودَعوى بِأن المُصنع قَد تَحقق مِن الالتزام بهذه المَعايير و القَوانين. المُواصفات المُحددة، طُرق الاختِبارات وتُكررالاختِبارات وضِعت مِن قِبل مُنظِمَات للمعايير. وليس مِن الضَرورى على القَائِمة المُعتمدة أَن تَضمن مُلائمة الاستخدام.

## القَوانين
قانون العَلامة التُجارية في الدُول مِثل الوِلايات المتحدة، أستراليا وغَيرهم والتي تُمكنهم مِن ملئ تَطبيقات لتسجيل العَلامات المُعتمدة وأيضًا أحيانًا تَتطلب الخُضوع للقوانينِ، والتي وَضعت عدد مِن الامور، تتضمن:
- أشخاص مَسئولون عن استخدام العَلامة المُعتمدة.
- الخصائص التي يَتم التَصديق عليها مِن قِبل العَلامة المُعتمدة.
- كيف تَختَبر الشِهادة أو المَعايير هذه الخَصائص وتُشرِف على استخدام العلامة.
- اجراءات حَل النِزاع.

الهَدف الاساسى مِن القَوانين هو حِماية المُستهلكين ضِد المُمارسات المُضللة.